# Marcus Paus
Marcus Paus (AFI: [ˈmɑ̀rkʉs ˈpæʉs]; nascut el 14 d'octubre de 1979 a Oslo, Noruega) és un compositor noruec. És un dels compositors més interpretats a Escandinàvia i és conegut pel seu focus en la tradició, la tonalitat i la melodia. Escriu música de cambra, obres corals, obres en solitari, concerts, obres d'orquestra, òperes, simfonies i música cinematogràfica.

## Obra
Obres orquestrals
- Love's Last Rites (2017)
- Concerto for Timpani and Orchestra (2015)
- Hate Songs for Mezzo-Soprano and Orchestra (2013–14), text de Dorothy Parker
- Music for Orchestra (2012)
- A Portrait of Zhou (Concertino for Flute & Orchestra) (2012)
- Triple Concerto for Violin, Viola & Orchestra (2011)
- Two Lyrical Pieces (2007)
- Ave Mozart! (2006)

Obres corals
- No Search, No Rescue (2017), text de Jehan Bseiso
- The Day of Wrath Shall Come (2017), text de Thomas de Celano
- Free is the Land (2016), text d'Ole Paus
- The Beauty That Still Remains (2015), text d'Anne Frank
- Dies Irae (2014), text de Heidi Køhn
- And Now Abide (2012)
- The Stolen Child (2009), text de W.B. Yeats
- Missa Concertante (2008)
- The Dome & the River (2006)

Música de cambra
- The Song and the Catastrophe (2018), text d'Ulrik Farestad
- Confessions (2018), text d'André Bjerke
- Never (2017), text d'André Bjerke
- Everyday Miracle (2017), text d'André Bjerke
- Room Mates (2017), text d'Ulrik Farestad
- Late Summer Songs (2017), text de Jan Erik Vold
- The Yearning of Things (2017), text d'André Bjerke
- Love Songs (2016), text de Dorothy Parker
- Music to Hear (Sonnet VIII) (2016), text de William Shakespeare
- Sonata for Double Bass and Piano (2016)
- The Harvesting (2016), text dEdvard Munch
- Afterplay: Eternity's Gaze (2015), text d'Ole Paus
- Fanfare for Two Violins (2015)
- Requiem (2014), text d'Ole Paus
- Screwing Britten (2013)
- String Quartet no. 4 ‘Ashes' (2013)
- Sonata for Cello & Piano (2009)
- String Quartet no.3 (2006)
- Trio for Clarinet, Violin & Piano (2006)
- Lasuliansko Horo for Violin & Piano (2004)

Música en solitari
- Intrada for Solo Oboe (2018)
- Kleiberg Variations for Solo Piano (2018)
- Mathias' Song for Solo Piano (2018)
- Sarabande for Solo Clavichord (2018)
- Stetind (2018)
- Alone for Solo Cello (2017)
- September Lines for Solo Clarinet (2017)
- Sonata for Solo Clarinet (2017)
- Christiania, 1899 for Solo Piano (2016)
- Elegy for Solo Alto Recorder (or Oboe) (2016)
- Hauntings for Solo Flute (2016)
- Marble Songs (2016)
- Prowling (2016)
- Sonata for Solo Bassoon (2016)
- Three Lines (2016)
- Two Idylls (2016)
- Two Pieces for Solo Harpsichord (2016)
- A Prologue to the Past (2015)
- Inventory (2015), text de Dorothy Parker
- Summer Sketches (2015)
- Theory (2015), text de Dorothy Parker
- A Farther Front (2014)
- Sur le nom de Bach (2014)
- Vita (2014)
- Three Shades of Evil (2013)
- Trauermusik for Solo Cello (2012)
- 4 Memento Mori for Solo Piano (2012)
- The Ladies on the Bridge for Solo Violin (2010)

Ópera
- Frøbarna (2017–18)
- Hate Songs for Mezzosoprano & Orchestra (2013–14), llibret de Dorothy Parker[2]
- Spelet om Christian Frederik (2014)
- Eli Sjursdotter (2013–14)
- The Teacher Who Was Not To Be (Læreren som ikke ble) (2013)
- The Ash-Lad – Pål's Story (Askeladden – Påls versjon) (2010–11), llibret d'Ole Paus
- The Witches (Heksene) (2007–08), llibret d'Ole Paus, basat en la novel·la de Roald Dahl

Música de cinema
- Mortal (2020)
- UMEÅ4ever (2011)
- Upperdog (2009)